# إسماعيل الثالث
إسماعيل الثالث (بالفارسية: أبو تراب)، كان أميرًا صفويًا، حكم كزعيم صوري تحت سلطة علي مردان خان بختياري لفترة وجيزة من عام 1750 إلى عام 1751، ثم تحت حكم الحاكم الزندي كريم خان زند من عام 1751 حتى وفاته في عام 1773.

## السيرة الذاتية
كان والد أبو تراب هو ميرزا مرتضى، الذي كان مسؤولًا سابقًا في البلاط، وكانت والدته ابنة للملك الصفوي السابق (شاه) سلطان حسين (حكم من 1694 إلى 1722).
في مايو 1750، اقتحم زعيم البختياريين علي مردان خان بختياري وزعيم قبيلة زند كريم خان أبواب أصفهان—حيث تجمع حاكمها أبو الفتح خان بختياري وسكان بارزون آخرون لحماية حصن المدينة، لكنهم وافقوا على الاستسلام والتعاون معهما بعد مقترحات علي مردان المعقولة. شكّل أبو الفتح، مع علي مردان وكريم خان، تحالفًا في غرب إيران تحت غطاء استعادة السلالة الصفوية، حيث عيّنوا أبو تراب البالغ من العمر 17 عامًا كحاكم صوري—وفي 29 يونيو، تم إعلان أبو تراب شاهًا، وتبنى اسم السلالة إسماعيل الثالث.
ثم تولى علي مردان لقب وكيل الدولة ("نائب الدولة") كرئيس للإدارة، بينما احتفظ أبو الفتح بمنصبه كحاكم لأصفهان، وتم تعيين كريم خان قائدًا (سردار) للجيش، وأوكلت إليه مهمة غزو بقية إيران. ولكن علي مردان نقض التحالف في نهاية المطاف بقتل أبو الفتح وفرض ضرائب باهظة على السكان.
في يناير 1751، عاد كريم خان إلى أصفهان وأعاد النظام إلى المدينة. ووقعت معركة بعد ذلك بوقت قصير بينه وبين علي مردان في لرستان—خلال المعركة، انشق إسماعيل الثالث وزكريا خان (الذي كان الآن وزير له) مع عدد من الضباط البارزين عن علي مردان وانضموا إلى كريم خان، الذي انتصر في نهاية المطاف، مما أجبر علي مردان وبقايا رجاله، مع حاكم لورستان، إسماعيل خان الفيلي، على التراجع إلى خوزستان. بعد تولي كريم خان لمنصب الوكيل (الوصي) في نفس العام، تم إبقاء إسماعيل في عهدة آمنة في قلعة آباده، حيث عاش حتى وفاته في عام 1773.

## روابط خارجية
- Perry, John R. (2011). "Karim Khan Zand". Welcome to Encyclopaedia Iranica. Encyclopaedia Iranica, Vol. XV, Fasc. 6 (بالإنجليزية الأمريكية). pp. 561–564. Archived from the original on 2012-09-04. Retrieved 2024-08-20.
- Perry, John R. (1998). "Esma'il Safawi". Welcome to Encyclopaedia Iranica. Encyclopaedia Iranica, Vol. VIII, Fasc. 6 (بالإنجليزية الأمريكية). p. 636. Archived from the original on 2013-07-04. Retrieved 2024-08-20.
- Perry، John (1991). "The Zand dynasty". The Cambridge History of Iran, Vol. 7: From Nadir Shah to the Islamic Republic. Cambridge: Cambridge University Press. ص. 1–63. ISBN:9780521200950. مؤرشف من الأصل في 2023-03-26.
- Garthwaite، Gene R. (2005). The Persians. Wiley. ص. 1–311. ISBN:9781557868602. مؤرشف من الأصل في 2022-11-19.
- Perry، John R. (1983). "Abu'l-Fath Khan Bakhtiari". Archived copy. Encyclopaedia Iranica, Vol. I, Fasc. 3. ص. 285. مؤرشف من الأصل في 2013-05-16. اطلع عليه بتاريخ 2017-04-11.{{استشهاد بموسوعة}}:  صيانة الاستشهاد: الأرشيف كعنوان (link)